# Follow That Dream (popgroep)
Follow That Dream (soms afgekort tot FTD) was een Nederlandse popgroep rond zangeres Vanessa Eman, door Bolland & Bolland samengesteld voor het programma Alles Voor De Band van RTL 4. De band had in 2000 een hitje met het gelijknamige Follow That Dream. In mei 2001, tijdens de hype van het veel populairdere Starmaker, besloot de groep uit elkaar te gaan.

## Discografie
- The Album (2000), Dino Music, album

| Single met eventuele hitnotering(en) in de Nederlandse Top 40 | Datum van verschijnen | Datum van binnenkomst | Hoogste positie | Aantal weken | Opmerkingen |
| ------------------------------------------------------------- | --------------------- | --------------------- | --------------- | ------------ | ----------- |
| Follow That Dream                                             | 2000                  | 28-10-2000            | 25              | 6            |             |
| One night in Shanghai                                         | 2001                  | -                     | -               | -            |             |